# Д (паровоз, Николаевская железная дорога)
Товарный паровоз Санкт-Петербурго-Московской железной дороги (паровоз серии Д Николаевской железной дороги) — первый серийный грузовой паровоз российского производства. Выпускался в 1845—1848 годах для использования на Петербурго-Московской железной дороге.

## История
В 1842 году российским императором было утверждено решение о строительстве железной дороги между Санкт-Петербургом и Москвой. Для работы на магистрали предполагалось использовать два типа паровозов — товарный (грузовой) и пассажирский. При строительстве и эксплуатации дороги предполагалось использовать материалы и механизмы изготовленные в России, а не закупаемые за рубежом.
До этого времени в России было изготовлено лишь два паровоза на Выйском заводе и нужно было, в том числе, создать относительно крупное отечественное производство локомотивов. Для этого в 1843 году был заключён договор с американцами Уайненсом, Гаррисоном и Иствиком о передачи под их управление сроком на 6 лет Александровского завода возле Петербурга для налаживания на нём производства паровозов и вагонов для Петербурго-Московской железной дороги, а также для их последующего ремонта.
Александровский чугунолитейный механический завод был открыт в середине 1820-х годов для замены пострадавшего от наводнения 1824 года Екатерингофского чугунолитейного завода. До 1843 года, помимо литейного производства, завод изготовлял станки и пароходы. С помощью американцев предприятие было подготовлено к производству подвижного состава и к концу 1845 года завод построил 30 паровозов. В период с 1845 по 1848 год Александровский завод изготовил все 164 заказанных для железной дороги паровоза, в том числе 121 товарный. Стоимость каждого паровоза с тендером составляла 12 тыс. рублей серебром. В 1846 году была построена двухкилометровая соединительная ветка от завода к Петербурго-Московской железной дороге. В следующем году паровозы начали работать на первом открывшимся на магистрали участке Петербург — Колпино.
В 1863-1867 годах часть  паровозов была капитально перестроена, тогда же они помимо номера получили буквенное обозначение: 93 переделанных товарных паровозов стали именоваться серией Г, а 28 оставшиеся без изменений — серией Д. Из старых механизмов, оставшихся после этих работ, было собрано 10 танк-паровозов для Николаевской железной дороги. В 1910 году на Николаевской железной дороге ещё числился один паровоз серии Гб 1847 года выпуска, он имел номер 57.

## Описание
Паровозы имели осевую формулу 0-3-0, вскоре, однако, на некоторое количество паровозов для улучшения нагрузки по осям была добавлена бегунковая колёсная пара с диаметром колёс 0,56 либо 0,76 метра. Масса паровоза — 30 тонн, полностью снаряжённого тендера — 26 тонны. Паровозы изготовлялись из российских материалов за исключением осей и рессорной стали, которые закупались в Англии. Топки паровозов изготовлялись из меди, дымогарные трубы из латуни. Парораспределение производилось с помощью расширительных (экспансивных) золотников. Краны для продувки цилиндров открывались снаружи паровоза, в результате чего при трогании с места помощник машиниста вынужден был идти некоторое расстояние рядом с паровозом и забираться в него на ходу. Питание котла производилось с помощью насоса. Колёса были сплошные чугунные без бандажей и противовесов. На паровозах отсутствовали будки и площадки вокруг паровоза, также не было песочниц.